# Tadese Tola
Tadese Tola Woldegeberel (Addis Ababa, 31 oktober 1987), is een Ethiopisch atleet, die gespecialiseerd is in de lange afstand. hij werd Ethiopisch kampioen op de 10.000 m en behoort met een persoonlijk record van 2:04.49 op de marathon tot de snelste 30 marathonlopers ter wereld (peildatum oktober 2018).

## Biografie
In 2006 werd Tola bij de Afrikaanse kampioenschappen in Bambous vijfde op de 10.000 m en zevende op het WK 20 km in Debrecen. Het jaar er op werd hij zevende bij de wereldkampioenschappen veldlopen in Mombassa en bij de wereldkampioenschappen in Osaka dertiende op de 10.000 m. In 2008 werd hij vijfde bij de halve marathon van Delphi en won hij de San Silvestre Vallecana. In 2009 finishte hij als vierde bij de Peachtree Road Race, maar werd hij gediskwalificeerd wegens duwen.
In 2009 maakte Tola zijn debuut op de marathon. Hij liep bij de Chicago Marathon een tijd van 2:15.48 en behaalde hiermee een tiende plaats. In het jaar erop werd hij tweede bij de halve marathon van Ras al-Khaimah. Bij de marathon van Parijs verbeterde hij zijn persoonlijk record op de klassieke afstand tot 2:06.41 en legde het parcours als snelste deelnemer af. In de herfst won hij de halve marathon van Lissabon en werd hij tweede bij de marathon van Frankfurt. Begin 2012 kwalificeerde hij zich voor de Olympische Spelen in Londen door de marathon van Dubai te lopen in 2:05.10.
In 2013 verbeterde Tola zijn persoonlijk record op de marathon zelfs tot 2:04.49. Met deze tijd werd hij derde bij de marathon van Dubai. Hij won de marathon van Peking in een parcoursrecord van 2:07.16 en won hiermee $ 80.000 aan prijzengeld. Bij de WK van 2013 in Moskou leek hij op weg om de wereldtitel te winnen. Grote gedeeltes van de wedstrijd liep hij op kop, maar zakte aan het einde van de wedstrijd wat terug naar een derde plaats en een finishtijd van 2:10.23.
In 2014 won hij de marathon van Warschau en in 2016 de halve marathon van Bogota.

## Titels
- Ethiopisch kampioen 10.000 m - 2007

## Persoonlijke records
Baan
| Onderdeel | Prestatie | Datum       | Plaats            |
| --------- | --------- | ----------- | ----------------- |
| 3000 m    | 7.43,70   | 19 mei 2007 | Herrera           |
| 5000 m    | 13.18,82  | 8 juni 2007 | Villeneuve-d'Ascq |
| 10.000 m  | 27.04,89  | 2 juni 2007 | Neerpelt          |

Weg
| Onderdeel      | Prestatie | Datum            | Plaats         |
| -------------- | --------- | ---------------- | -------------- |
| 10 km          | 27.48     | 16 mei 2009      | New York       |
| 15 km          | 42.34     | 19 februari 2010 | Ras al-Khaimah |
| 20 km          | 56.53     | 19 februari 2010 | Ras al-Khaimah |
| halve marathon | 59.49     | 19 februari 2010 | Ras al-Khaimah |
| 25 km          | 1:13.43   | 12 oktober 2014  | Chicago        |
| 30 km          | 1:28.40   | 14 oktober 2012  | Eindhoven      |
| marathon       | 2:04.49   | 25 januari 2013  | Dubai          |

## Palmares

### 3000 m
- 2007: 5e Grand Premio Andalucía in Herrera - 7.43,70

### 5000 m
- 2006: 4e ASKINA Meeting in Kassel - 13.19,47
- 2006:  Meeting de Rabat - 13.52,05

### 10.000 m
- 2006:  Ethiopische kamp. in Addis Ababa, - 28.53,66
- 2006: 5e Afrikaanse kamp. in Bambous - 28.15,16
- 2007:  Ethiopische kamp. in Addis Ababa - 28.48,34
- 2007:  Nacht van de Euregio in Neerpelt - 27.04,89
- 2007:  Afrikaanse Spelen - 27.28,08
- 2007: 13e WK - 28.51,75
- 2008: 5e Nike Prefontaine Classic in Eugene - 27.15,17

### 10 km
- 2006:  Great Ethiopian Run - 28.22
- 2007: 4e Crescent City Classic in New Orleans - 28.19
- 2007: 4e Corrida Pedestre Internationale de Houilles - 28.16
- 2008:  Run for Oromia in Minneapolis - 28.21
- 2008: 4e Great Ethiopian Run - 29.18
- 2008:  San Silvestre Vallecana Internacional in Madrid - 27.53
- 2009:  Healthy Kidney in New York - 27.48
- 2009:  Dick's Sporting Goods Bolder Boulder - 28.36
- 2009: 5e Abraham Rosa International in Toa Baja - 29.30
- 2009: 5e Great Ethiopian Run - 28.54
- 2010:  Dick's Sporting Goods Bolder Boulder - 29.17,1
- 2012:  Ottawa - 29.00,4
- 2012:  Dick's Sporting Goods Bolder Boulder - 30.02,5

### 15 km
- 2008:  Le Puy-en-Velay - 43.49
- 2010: 5e Utica Boilermaker - 43.53

### 10 Eng. mijl
- 2007:  Credit Union Cherry Blossom - 46.00,7

### 20 km
- 2006:  Ethiopische kamp. in Addis Ababa - 1:00.35
- 2006: 7e WK - 57.27

### halve marathon
- 2008:  halve marathon van New York - 1:00.58
- 2008:  halve marathon van Virginia Beach - 1:02.33
- 2008: 5e halve marathon van New Delhi - 1:00.45
- 2009:  halve marathon van New York - 1:01.06
- 2010:  halve marathon van Ras al-Khaimah - 59.49
- 2010:  halve marathon van Lissabon - 1:01.05
- 2015:  halve marathon van Bogotá - 1:04.49
- 2016:  halve marathon van Bogotá - 1:05.16

### marathon
- 2009: 9e marathon van Chicago - 2:15.48
- 2010:  marathon van Parijs - 2:06.41
- 2010:  marathon van Frankfurt - 2:06.31
- 2011: 4e marathon van Eindhoven - 2:07.13
- 2012: 5e marathon van Dubai - 2:05.10
- 2012: 4e marathon van Eindhoven - 2:08.01
- 2013:  marathon van Dubai - 2:04.49
- 2013:  marathon van Parijs - 2:06.33
- 2013:  WK - 2:10.23
- 2013:  marathon van Peking - 2:07.16
- 2014:  marathon van Tokio - 2:05.57
- 2014:  marathon van Warschau - 2:06.55
- 2015: 5e marathon van Xiamen - 2:10.30
- 2015: 9e marathon van Boston - 2:13.35
- 2016: 5e marathon van Frankfurt - 2:11.52

### veldlopen
- 2006: 10e WK U20 in Fukuoka - 24.09
- 2006:  Iris Lotto Crosscup in Brussel - 33.45
- 2007: 5e Belfast International Crosscountry - 29.12
- 2007:  Lotto Crosscup Hannut - 35.26
- 2007: 7e WK in Mombasa - 37.04
- 2009: 17e WK in Amman - 35.52